# Кузма (община)
Община Кузма (словен. Občina Kuzma) — одна з общин Словенії. Адміністративним центром є місто Кузма.

## Населення
У 2011 році в общині проживало 1599 осіб, 760 чоловіків і 839 жінок. Чисельність економічно активного населення (за місцем проживання), 410 осіб. Середня щомісячна чиста заробітна плата одного працівника (EUR), 821,27 (в середньому по Словенії 987.39). Приблизно кожен другий житель у громаді має автомобіль (49 автомобілі на 100 жителів). Середній вік жителів склав 42,2 роки (в середньому по Словенії 41.8). 